# Paweł Nizioł
Paweł Nizioł (ur. 19 stycznia 1978 w Kostrzynie nad Odrą) – polski żużlowiec.
Wychowanek Stali Gorzów Wielkopolski. Zadebiutował 25 czerwca 1995 roku w meczu przeciwko Włókniarzowi Częstochowa. Z gorzowską Stalą zdobył w 1997 roku srebrny medal Drużynowych Mistrzostw Polski. W sezonie 1995 wraz z Staszewskim, Rembasem, Moskwiakiem i Żłobińskim zdobył brązowy medal w rozgrywanym w Gorzowie Wielkopolskim finale Młodzieżowych Drużynowych Mistrzostw Polski. W sezonie 1999 został wypożyczony do Śląska Świętochłowice.
Finalista Młodzieżowych Indywidualnych Mistrzostw Polski w 1998 roku (15 m.), Drużynowego Pucharu Polski w 1997 roku (4 m.) oraz Brązowego Kasku w 1995 (8 m.) i 1997 roku (15 m.). Startował także w Memoriale im. Edwarda Jancarza w 1998 roku (10 m.)